# A Star Is Hatched
Pour plus de détails, voir Fiche technique et Distribution.
A Star Is Hatched est un film américain d'animation réalisé par Friz Freleng, sorti en 1938.
Produit par Leon Schlesinger Studios et distribué par Warner Bros., ce cartoon fait partie de la série Merrie Melodies